# Umineko no Naku Koro ni
Umineko no Naku Koro ni (うみねこのなく頃に, Quando as Gaivotas Pipilam) é uma série de visual novels de mistério produzidas pelo grupo 07th Expansion. Umineko no Naku Koro ni é parte da série de jogos When They Cry (do qual também fazem parte Higurashi no Naku Koro ni e Ciconia no Naku Koro ni) constituindo o terceiro e quarto jogos da série.
O primeiro jogo da série, Legend of the Golden Witch (A Lenda da Bruxa Dourada), foi lançado na Comiket 72 no dia 17 de agosto de 2007 para plataforma de PC, tendo suas cópias esgotadas em cerca de trinta minutos devido ao sucesso de seu antecessor, Higurashi no Naku Koro ni. A história centra-se em um grupo de dezoito pessoas em uma ilha isolada por um período de dois dias, e os misteriosos assassinatos que acontecem à maioria das pessoas. O objetivo do jogo é a descobrir se o assassino é humano ou de alguma outra fonte sobrenatural.
A adaptação da série em mangá começou com três artistas diferentes que trabalham separadamente em arcos diferentes da história e é publicada pela editora Square Enix. Mangás adicionais têm sido publicados pelas editoras Ichijinsha, Kadokawa Shoten, e ASCII Media Works. Uma adaptação em anime de 26 episódios produzidos pelo Studio Deen e dirigido por Chiaki Kon foi exibido no Japão entre julho e dezembro de 2009.
A palavra Umineko é o nome de uma espécie de gaivota conhecido como Gaivota da Cauda Negra. Naku significa "chorar" ou "fazer um som" (鳴く), quando se refere aos sons feitos por animais. Tal como seu antecessor, de acordo com o criador original, Ryukishi07, o Na vermelho (な) no logo é uma parte oficial do título.

## Gameplay
Umineko no Naku Koro ni é um jogo de mistério e assassinato intitulado "Sound Novel" produzido pela 07th Expansion. Seu funcionamento é similar ao de uma Visual Novel, porém ele não requer interação do jogador na escolha de opções e é lido tal qual um livro. Enquanto uma Visual Novel é voltada ao aspecto visual, como o nome sugere, uma Sound Novel tem mais cuidado na produção de uma atmosfera através da música, efeitos sonoros, e a história em si. Como tal, os jogos originais de Umineko têm um estilo de arte simples, que permanece ao longo da série. As versões para PlayStation 3, PSP e Nintendo Switch possuem arte de maior qualidade e falas dubladas para os personagens.
Utilizando o menu interno do jogo, o jogador pode acessar diversas dicas que o permitem ler várias informações complementares sobre os personagens e a história que podem ou não ser úteis para resolver o mistério. Estas são atualizados de acordo com o progresso da história, por isso é recomendado verificá-las com frequência. Os objetivos finais do jogo envolvem resolver o mistério multi-revestido, determinar onde o ouro está escondido, descobrir quem é o assassino e se suas ações foram feitas usando recursos humanos ou sobrenaturais.
A partir do segundo jogo da série (Turn of the Golden Witch), foi introduzido o texto vermelho. O texto vermelho refere-se a tudo que é escrito em vermelho do diálogo da série e representa a verdade absoluta sem contestações, embora ainda possa sofrer erros de interpretação. A partir do quarto jogo da série (Alliance of the Golden Witch), foi introduzido o texto azul. O texto azul, ao ser usado deve ser combatido pelo texto vermelho, confirmando-o ou negando-o. Sendo assim, todo texto azul que não é negado pelo vermelho é considerado verdadeiro. Há também o texto dourado introduzido no quinto jogo da série (End of the Golden Witch) que dependendo de como usado, torna-se inferior ou superior ao texto vermelho, podendo ser usado apenas pelo Mestre do Jogo.
Essas três cores de texto determinam o que é verdadeiro ou não, dando aos jogadores uma base sólida para formular suas teorias a respeito do ocorrido. Quando um episódio é completado, um curto epílogo intitulado festa do chá é desbloqueado, oferecendo pontos cruciais para o avanço do progresso global da história. Quando este é completado, um segundo epílogo intitulado ??? é desbloqueado. Finalmente, ao término de ambos os epílogos, a seção de música é desbloqueada, permitindo ao jogador ouvir todas as músicas do jogo.

## Enredo
Umineko no Naku Koro ni se passa entre 4 e 5 de outubro de 1986 em uma ilha isolada que mede cerca de 10 km de extensão chamada Rokkenjima (六轩岛). A propriedade pertencente a Kinzo, chefe e patriarca da família Ushiromiya. Estando Kinzo próximo de sua morte, os quatro filhos decidem aproveitar a reunião anual da família para discutir como a herança será dividida após a morte de Kinzo.
Moram na ilha, além de Kinzo, três membros da família, o médico pessoal de Kinzo e diversos empregados (embora apenas cinco estivessem em serviço na ilha durante o ocorrido). Após todos os membros chegaram à ilha, um tufão os prende no local e estranhos assassinatos começam a ocorrer.
O protagonista da série é Battler Ushiromiya, filho do segundo filho de Kinzo, Rudolf. Battler não esteve presente nas conferências de família nos últimos seis anos ao cortar ligações com sua família por desgosto do pai casar-se imediatamente após a morte da sua mãe, Asumu. Sendo assim, Battler passa a viver com os avós e usar o nome de solteira da mãe. Após a morte dos avós, Battler passa a viver com o pai Rudolf, sua segunda esposa Kyrie e sua meia-irmã Ange. Sendo assim, Battler é forçado a comparecer na conferência anual da família após seis anos.
Ao voltar à ilha, Battler é lembrado da lenda da família, que fala sobre a bruxa dourada, Beatrice. A bruxa teria supostamente ajudado Kinzo a reerguer a família depois de uma série de dificuldades financeiras geradas como consequência de um terremoto na região de Kanto em 1923 ao lhe entregar dez toneladas de ouro. Um retrato da suposta bruxa encontra-se no salão principal da mansão junto a um misterioso epitáfio que segundo a lenda, aquele que o resolver herdará o ouro e o título de sucessor da família Ushiromiya.
Uma carta misteriosa assinada pela própria bruxa aparece, dizendo que irá matar todos da família para recuperar o ouro para si, mas que irá parar se algum dos membros da família resolver o epitáfio. Acreditando ser um blefe, nenhum dos membros leva a carta a sério. No dia seguinte, seis membros da família são encontrados mortos e começam a ser eliminados um por um, até não sobrar nenhum vivo.
Mesmo após tudo, Battler se recusa a acreditar que as mortes foram causadas pela bruxa Beatrice. Beatrice, cujos poderes não funcionarão ao máximo se caso mesmo uma única pessoa não acreditar nela, decide desafiar Battler em um jogo: eles repetirão os eventos dos dias 4 e 5 de outubro de 1986 onde Battler têm como objetivo provar que os assassinatos que Beatrice afirma ter causado com magia poderiam ser cometidos por humanos. Durante o decorrer da série, diversos argumentos lógicos como salas fechadas, o paradoxo do corvo e o gato de Schrödinger são utilizados.

## Histórico de lançamentos

### Jogos originais pela 07th Expansion
Todos os jogos lançados para PC, como seu predecessor, foram baseados na engine NScripter, posteriormente portado para PONScripter.
O primeiro jogo da série, Legend of the Golden Witch, foi lançado em 17 de agosto de 2007.
O segundo jogo, Turn of the Golden Witch, foi lançado em 31 de dezembro de 2007
O terceiro, Banquet of the Golden Witch, em 16 de agosto de 2008.
O quarto jogo, Alliance of the Golden Witch, foi lançado em 29 de dezembro de 2008.
O primeiro jogo da série Umineko no Naku Koro ni Chiru, intitulado End of the Golden Witch, foi lançado em 15 de agosto de 2009.
O sexto jogo, Dawn of the Golden Witch, foi lançado em 30 de dezembro de 2009.
O sétimo jogo, Requiem of the Golden Witch, foi lançado em 14 de agosto de 2010.
O oitavo e último jogo, Twilight of the Golden Witch, foi lançado em 31 de dezembro de 2010, juntamente a um fan disc intitulado Umineko no Naku Koro ni Tsubasa.
Um segundo fan disc intitulado Umineko no Naku Koro ni Hane foi lançado em 31 de dezembro de 2011.
Em 4 de outubro de 2019, Umineko no Naku Koro ni Saku foi lançado. É uma coletânea que contém todo o conteúdo lançado e adicional para a série, além de um código para download para uma versão atualizada de Ougon Musou Kyoku, jogo de luta baseado na franquia.

### Remakes da Alchemist
Em 26 de dezembro de 2010, a empresa Alchemist lançou um remake dos quatro primeiros jogos para PS3 intitulado Majo to Suiri no Rondo (魔女と推理の輪舞曲, lit. O Rondò da Bruxa e da Dedução). Essa versão possui gráficos melhorados e dublagem completa de todas as falas do jogo sem nenhuma alteração ao enredo ou músicas de fundo originais da versão para PC. De forma similar, Umineko no Naku Koro ni Chiru ganhou uma adaptação em 15 de dezembro de 2011 com todas as melhorias citadas anteriormente intitulada Shinjitsu to Gensu no Nocturne (真実と幻想の夜想曲, O Noturno da Verdade e das Ilusões). Ambos remakes seriam lançados em forma de quatro jogos para PSP sob os títulos de Umineko no Naku Koro ni Portable (うみねこのなく頃にPortable). O primeiro jogo é composto de Legend of the Golden Witch e Turn of the Golden Witch, lançado em 20 de outubro de 2011. O segundo é composto de Banquet of the Golden Witch e Alliance of the Golden Witch, lançado em 21 de novembro de 2011. Os jogos restantes não foram lançados.

### Jogo de luta spin-off
Um jogo eletrônico de luta em 2D intitulado Ougon Musou Kyoku (黄金夢想曲, Fantasia Dourada) foi lançado em 31 de dezembro de 2010. Um disco anexo, intitulado Ougon Musou Kyoku CROSS (黄金梦想曲†CROSS, Fantasia Dourada CROSS), foi lançado no Comiket 81 em dezembro de 2011. Além disso, uma versão para Xbox 360 desenvolvido pela Alchemist foi lançado em 6 de outubro de 2011 sob o título Ougon Musou Kyoku X (黄金梦想曲X, Lit. Fantasia Dourada X). Em 8 de dezembro de 2017, o jogo foi lançado na plataforma digital Steam, localizado pela MangaGamer. Essa versão inclui melhorias como rollback netcode, mudanças no balanceamento dos personagens, e todo o conteúdo extra da versão CROSS.
Em 18 de Julho de 2024, uma versão mantida pela comunidade, intitulada Umineko: Golden Fantasia (Community Edition), foi lançada pela MangaGamer como uma atualização gratuita para a versão préviamente disponível na Steam. Essa versão inclui melhorias como configuração de controles, correções de bugs e novas funções para o modo de treinamento.

### Remake da Entegram
Em 18 de novembro de 2019, Umineko no Naku Koro ni Saku ~Nekobako to Musou no Koukyoukyoku~, remasterização de Umineko no Naku Koro ni Saku, foi anunciado no Japão para Nintendo Switch e PS4 e em 28 de Janeiro de 2021 foi lançado junto a um porte de Ougon Musou Kyoku.
A remasterização segue Rondo of the Witch and Reasoning e Nocturne of Truth and Illusions na adição de um novo conjunto de sprites com poses e expressões adicionais, bem como CGs, efeitos visuais adicionais, dublagem e um novo vídeo de abertura, arcos novos que anteriormente eram disponíveis nos fan discs foram adaptados nessa versão remasterizada.
Além disso, quatro histórias, lançadas originalmente na forma de texto, foram adaptadas pela primeira vez nesta versão.

### Lançamentos no Steam
Em 8 de julho de 2016 (Question Arcs 1 até 4) e 17 de novembro de 2017 (Answer Arcs 5 até 8) foram lançados portes dos jogos para o Steam pela MangaGamer. Essas versões possuem sprites totalmente diferentes das versões originais da 07th Expansion e Alchemist, com estilo de arte semelhante ao jogo Pachinko da franquia, e não possuem dublagem. 

### Outras versões
A empresa Taito Corporation lançou uma versão de Legend of the Golden Witch para telefone celular em 31 de março de 2009.

## Adaptação para outras mídias

### Mangá
A adaptação do mangá foi publicada pela Square Enix na revista Gangan Comics e licenciada para lançamento na América do Norte pela Yen Press.

#### Umineko no Naku Koro ni (arco de pergunta)
O primeiro episódio, Legend of the Golden Witch, desenhado por Kei Natsumi, iniciou sua serialização em dezembro de 2007 e terminou em 22 de agosto de 2009 após 4 volumes.
O segundo episódio, Turn of the Golden Witch, desenhado por Jirō Suzuki, iniciou sua serialização em 22 de julho de 2009 e terminou em 22 de dezembro de 2010 após 5 volumes.
O terceiro episódio, Banquet of the Golden Witch, desenhado por Kei Natsumi, iniciou sua serialização em 19 de setembro de 2010 e terminou em 22 de julho de 2011 após 5 volumes.
O quarto episódio, Alliance of the Golden Witch, desenhado por Souichirou, iniciou sua serialização em 1º de outubro de 2009 e terminou em 2 de fevereiro de 2012 após 6 volumes.

#### Umineko no Naku Koro ni Chiru (arco de resposta)
O quinto episódio, End of the Golden Witch, desenhado pela Akitaka, iniciou sua serialização em 22 de outubro de 2010 e terminou em 22 de novembro de 2012 após 6 volumes.
O sexto episódio, Dawn of the Golden Witch, desenhado por Hinase Momoyama, iniciou sua serialização em 18 de novembro de 2010 e terminou em 17 de novembro de 2012 após 6 volumes.
O sétimo episódio, Requiem of the Golden Witch, desenhado por Eita Mizuno, iniciou sua serialização em 13 de abril de 2011 e terminou em 12 de março de 2015 após 9 volumes.
O oitavo episódio, Dawn of the Golden Witch, desenhado por Kei Natsumi iniciou sua serialização em 21 de janeiro de 2012 e terminou em 22 de junho de 2015 após 9 volumes.
Uma história em quadrinhos de quatro painéis intitulada Umineko Biyori: Rokkenjima e Yōkoso!! (うみねこびより。～六軒島へようそそ!!～) e ilustrada por Makoto Fugetsu foi serializada na revista Manga Palette Lite de Ichijinsha entre 1º de março de 2008 e 2 de março de 2009. Um único volume encadernado para Umineko Biyori foi lançado em 22 de junho de 2009. 
Outro mangá, Umineko Dōri no Peru-san (うみねこ通りのペルさん), ilustrado por Satoshi Shinkyo,  foi serializado entre as edições de novembro de 2008 e maio de 2009 da revista Comp Ace de Kadokawa Shoten. Um mangá cross-over desenhado por Yuki Hiiro apresentando personagens de Higurashi no Naku Koro ni intitulado Umineko no Naku Koro ni EpisodeX Rokkenjima of Higurashi crying foi serializado no Festival Dengeki G da ASCII Media Works! Revista Comic entre 26 de janeiro de 2009  e 23 de fevereiro de 2011. Dois volumes de EpisodeX foram lançados, o primeiro em 26 de fevereiro de 2010 e o segundo em 27 de abril de 2011 sob o selo Dengeki Comics da ASCII Media Works. A história do mangá se passa aproximadamente durante o início do jogo do Episódio 4. 

### Anime
Uma adaptação de anime de 26 episódios baseada na série foi ao ar no Japão entre 2 de julho e 24 de dezembro de 2009 na Chiba TV, e estações adicionais posteriormente. O anime é produzido pelo estúdio de animação Studio Deen e dirigido por Chiaki Kon, com Toshifumi Kawase lidando com os scripts da série e Yoko Kikuchi desenhando os personagens com base nos conceitos originais de Ryūkishi07. O tema de abertura do anime é "Katayoku no Tori" (片 翼 の 鳥, lit. "One-Winged Bird") de Akiko Shikata, e o tema de encerramento é "La Divina Tragedia: Makyoku" (la divina tragedia ～ 魔 曲 ～, lit. "The Divine Tragedy: Diabolic Song") por Jimang da Sound Horizon. Os singles de ambas as canções foram lançados em 19 de agosto e 16 de setembro de 2009, respectivamente. O anime é licenciado pela NIS America para lançamento na América do Norte e foi lançado em dois volumes de compilação de discos Blu-ray em dezembro de 2012.

## Traduções de Fãs
Um grupo estava traduzindo Umineko para inglês, o Witch Hunt. Como reconhecimento dos seus esforços por traduzir o jogo, Ryukishi07 os enviou uma carta de agradecimentos. O grupo também foi  homenageado em Alliance of the Golden Witch, onde de um personagem auto-intitulado "Witch Hunter" (caçador de bruxas) desafia a Lenda de Rokkenjima. Posteriormente, foram convidados a traduzir o jogo em relançamentos futuros pela MangaGamer.
Em 2020 foi concluída a tradução para português, pelo grupo Knox Translations, contemplando os oito episódios em uma versão portada de PS3, além dos fan discs, traduzidos nas versões originais de computador. 

Mesmo com a tradução finalizada, o grupo seguiu atualizando o jogo.